# 双拼
双拼（そうピン、シュアンピン, 拼音: shuāng pīn）とは、中国語入力方法の1つ。英語ではDouble Pinyinと表記される。
キーボードの各キーに声母（頭子音）と韻母（母音+末子音）を二重に配置し、キーを2回押すだけで各漢字の拼音を入力できるようにした方式。
この双拼に対して、拼音を通常の英文入力ように逐字入力していく方式を全拼（ぜんピン、チュエンピン, 拼音: quán pīn）と呼ぶ。英語ではFull Pinyin。
韻母（母音+末子音）の配置の仕方によって、いくつかのバリエーションがあるが、最も一般的に採用・使用されているのは、「自然码」（しぜんま、ツーランマー, 拼音: zì rán mǎ）と呼ばれる配置である。